# Franzosenbuckel
Der Franzosenbuckel ist ein vom Landratsamt Backnang am 15. April 1971 in einer Sammelverordnung ausgewiesenes Landschaftsschutzgebiet auf dem Gebiet der Stadt Murrhardt im Rems-Murr-Kreis. Das Gebiet wurde auch als flächenhaftes Naturdenkmal ausgewiesen.

## Lage und Beschreibung
Das Landschaftsschutzgebiet liegt im Gewann Bühl zwischen dem Murrhardter Stadtteil Harbach im Norden und einem Gewerbegebiet am Westrand von Murrhardt selbst im Mündungswinkel zwischen zulaufendem Harbach und der ihn aufnehmenden Murr. Es gehört zum Naturraum Schwäbisch-Fränkische Waldberge. 
Es ist ein teilweise mit Gehölzen und Obstbäumen bestandener, teilweise offener Hügel auf der rechten Talseite des Murrtals, der weit in die Talsohle hineinragt. Der Hügel ist durch die Trasse der dort im Murrtal laufenden Landesstraße 1066 von den übrigen Talhängen abgeschnitten. Das kleine Landschaftsschutzgebiet wird von der Berliner Straße, der L 1066 und der Wilhelm-Soehnle-Straße umschlossen, im Osten schließt die ehemalige Deponie Froschgrube an.

## Namensherkunft
Der eigentlich nur Bühl genannte Hügel bekam seinen Beinamen Franzosenbuckel im Ersten Koalitionskrieg, als die Demarkationslinie infolge des Basler Friedens von 1795 über diesen Hügel verlief und Murrhardt damit zunächst außerhalb des französischen Einflussbereichs lag.